# Venta del Bolaño
Venta del Bolaño (llamada oficialmente A Venda do Bolaño) es una venta situada en la parroquia de Pentes, del municipio español de Villarino de Conso, en la provincia de Orense, Galicia.

## Toponimia
La venta también es conocida por el nombre de Venta do Bolaño.

## Historia
La actual Venta del Bolaño son los restos que quedan del lugar de su nombre perteneciente a la desaparecida parroquia de Veigas de Camba del municipio de Villarino de Conso, al ser anegada a principios de la década de los setenta del siglo XX por la creación del embalse de Las Portas.

## Demografía
| Gráfica de evolución demográfica de Venta del Bolaño entre 2000 y 2023 |
|                                                                        |
| Datos según el nomenclátor publicado por el INE.                       |